# Knippen en plakken
Knippen en plakken (Engels: cut and paste) is een bewerking die gebruikt wordt in computerprogramma's. Het resultaat van de bewerking is dat een deel van het zichtbare scherm kan worden verplaatst naar een ander deel van het scherm of zelfs naar een ander programma.
De bewerking bestaat uit het selecteren van een deel van het scherm (dat kan tekst zijn maar ook een groter geheel zoals een tabel), vervolgens het geselecteerde gedeelte te "knippen" (hierdoor verdwijnt het geselecteerde deel van de huidige plek) en ten slotte een andere plek te kiezen om het daar in te "plakken".
De bewerking wordt vaak uitgevoerd met "kopiëren" in plaats van "knippen", maar wordt in die gevallen nog steeds aangeduid met "knip & plak".
In deze bewerking speelt het klembord een essentiële rol. Het klembord is een (meestal) onzichtbaar programma waar de op bovenstaande wijze geknipte of gekopieerde gedeelten tijdelijk in worden opgeslagen - in feite 'met een klemmetje' eventjes aan worden vastgehangen - en met de plakbewerking weer kunnen worden opgehaald.
In sommige gevallen wordt het geknipte pas verwijderd indien en nadat het plakken voltooid is. Dat komt dus neer op kopiëren, plakken en verwijderen, waarbij verwijderen alleen na geslaagd plakken gebeurt.

## Met de muis
Onder zowel Windows, Linux als Mac OS X is er een grote eenvormigheid tussen verschillende programma's over hoe deze bewerking wordt gedaan. Daarom is het eenvoudig om dingen van het ene programma naar het andere over te zetten. De knip-, kopieer- en plakbewerking zijn vrijwel altijd toegankelijk onder het menu "Bewerken" (Windows) of "Wijzig" (Mac OS X). Dezelfde keuzes verschijnen vaak ook bij het klikken van de rechter muisknop nadat er iets is geselecteerd.
Bij programma's die onder het X Window-systeem werken, kan tekst vaak gekopieerd worden door het alleen maar met de muis te selecteren. Dit heeft als voordeel dat er geen extra handeling (zoals toetsen indrukken of in een menu klikken) nodig is, maar het nadeel is dat tekst op het klembord gemakkelijk per ongeluk gewist kan worden door onbedoeld tekst te selecteren. De middelste knop van een drieknopsmuis wordt hierbij ook vaak gebruikt om tekst te plakken.

## Toetscombinaties
De bewerkingen kunnen ook via het toetsenbord worden gedaan. 
In Windows en Linux X-interfaces zijn de toetsencombinaties hiervoor Ctrl-X voor knippen, Ctrl-C voor kopiëren en Ctrl-V voor plakken. De standaard voor programma's in Mac OS X is respectievelijk ⌘X (dat wil zeggen Command-X) ⌘C en ⌘V voor plakken; echter voor het verplaatsen van bestanden in Finder onder OS X werkt deze combinatie niet.
Wat ook werkt in Windowsprogramma's zijn Shift-Delete voor knippen, Ctrl-Insert voor kopiëren en Shift-Insert voor plakken. Deze zijn overblijfsels van oude standaarden die door IBM opgesteld waren voor DOS-programma's, en die ook in oudere versies van Windows als de norm golden. Sommige programma's onder Windows wijken af van beide van deze standaarden.